# 東京都の区市町村章一覧
東京都の区市町村章一覧（とうきょうとのくしちょうそんしょういちらん）は、東京都内の区市町村に制定されている、あるいは制定されていた市町村章の一覧である。なお、一覧の順序は全国地方公共団体コード順による。廃止された区市町村章は廃止日から順に掲載している。

## 区部
| 区       | 区章 | 由来                                                                                                 | 制定日         | 備考                                                                                                |
| -------- | ---- | --- | -------------- | --------------------------------------------------------------------------------------------------- |
| 千代田区 |      | 「千」をツルの形にし、「よ」に似せ、更に全体で「田」表したもの                                       | 1950年3月26日  | |
| 中央区   |      | 日本橋・京橋の欄干擬宝珠を表し、中央は日本と東京の中心を表したもの                                   | 1948年7月31日  | シンボルマークも別途制定されている                                                                  |
| 港区     |      | 旧三区（芝区・麻布区・赤坂区）を一丸とし、「み」を図案化したもの                                     | 1949年7月30日  | シンボルマークも別途制定されている                                                                  |
| 新宿区   |      | 「新」を菱形にして図案化したもの                                                                     | 1967年3月15日  | |
| 文京区   |      | 「文」を図案化したもの                                                                               | 1951年3月1日   | シンボルマークも別途制定されている                                                                  |
| 台東区   |      | 「台東」を重ね合わせたもの                                                                           | 1951年4月18日  | |
| 墨田区   |      | 「ス」を組み合わせたもの                                                                             | 1957年5月15日  | シンボルマークも別途制定されている                                                                  |
| 江東区   |      | 東京都の一部としての江東を象徴したもの                                                               | 1951年11月21日 | シンボルマークも別途制定されている                                                                  |
| 品川区   |      | 「品」を図案化したもの                                                                               | 1952年10月31日 | シンボルマークも別途制定されている                                                                  |
| 目黒区   |      | 「目」を図案化したもの                                                                               | 1977年10月1日  | 1919年に目黒村章として制定、目黒区章としても制定前から慣習的に使用されていた 目黒村職員の作品である |
| 大田区   |      | 「大田」を図案化したもの                                                                             | 1952年2月15日  | シンボルマークも別途制定されている                                                                  |
| 世田谷区 |      | 三方に広がる「世」を表したもの                                                                       | 1956年10月1日  | |
| 渋谷区   |      | 「渋」を図案化したもの                                                                               | 1956年10月1日  | |
| 中野区   |      | 「中の」を図案化したもの                                                                             | 1940年         | |
| 杉並区   |      | 「杉」を幾何学的に図案化したもの                                                                     | 1952年10月1日  | コミュニケーションマークも別途制定されている                                                        |
| 豊島区   |      | 菊花の内側に「豊」を配したもの                                                                       | 1982年10月1日  | シンボルマークも別途制定されている 制定前の1952年10月1日からも非公式に使用されていた                |
| 北区     |      | 「北」を円形に勝つ翼型に図案化したもの                                                               | 1952年7月1日   | コミュニケーションマークも別途制定されている                                                        |
| 荒川区   |      | 上の半円が中心の川に続き「ア」・中心の水平線と下の半円で「ラ」・中心の縦三本で「川」を図案化したもの | 1950年5月2日   | シンボルマークも別途制定されている                                                                  |
| 板橋区   |      | 中央の円左側が「イ」・右が「タ」・四つの「ハ」で「ハシ」を表し、それらを図案化したもの               | 1952年4月1日   | コミュニケーションマークも別途制定されている                                                        |
| 練馬区   |      | 「ネ」と馬蹄を図案化したもの                                                                         | 1953年12月31日 | |
| 足立区   |      | 「足」を図案化したもの                                                                               | 1958年11月1日  | シンボルマークも別途制定されている                                                                  |
| 葛飾区   |      | 「カ（ちから）」と「力」の両方の意味を持ったもの                                                     | 1951年3月31日  | コミュニケーションマークも別途制定されている                                                        |
| 江戸川区 |      | 「エ」をハトの形に図案化したもの                                                                     | 1965年8月1日   | エンブレムも別途制定されている                                                                      |

## 市部
| 市         | 市章 | 由来                                                                                             | 制定日         | 備考                                                                                              |
| ---------- | ---- | ------------------------------------------------------------------------------------------------ | -------------- | ------------------------------------------------------------------------------------------------- |
| 八王子市   |      | 「八王」を図案化したもの                                                                         | 1917年12月22日 |                                                                                                   |
| 立川市     |      | 「立川」を五角形に図案化したもの                                                                 | 1940年12月1日  | 1967年12月1日に告示される                                                                         |
| 武蔵野市   |      | 「ムサシノ」を円形に図案化したもの                                                               | 1928年12月31日 |                                                                                                   |
| 三鷹市     |      | 江戸時代に徳川氏一門の丸鷹狩の場所であった為、三本の輪とタカを表したもの                         | 1967年1月1日   | 三鷹町章として1942年8月18日に制定、三鷹市でも制定前から慣習的に使用され、1967年1月1日に制定される |
| 青梅市     |      | 「青」を飛ぶ鳥に図案化し、ウメを配したもの                                                       | 1951年10月1日  |                                                                                                   |
| 府中市     |      | 「ふ中」を組み合わせ、三つの曲線は合併前の三町村（府中町、多磨村、西府村）を結びつけ、表したもの | 1954年8月7日   |                                                                                                   |
| 昭島市     |      | 黒い部分が「昭」・白い部分が4つの「マ」を組み合わせて「島」を表したもの                          | 1954年5月27日  | 色は黒色と白色が指定されている                                                                    |
| 調布市     |      | 「ち」を図案化したもの                                                                           | 1955年10月1日  |                                                                                                   |
| 町田市     |      | 二つの「マ」を「田」の形に図案化したもの                                                         | 1958年10月1日  |                                                                                                   |
| 小金井市   |      | サクラの花弁で「小」を図案化したもの                                                             | 1958年10月1日  |                                                                                                   |
| 小平市     |      | 「小平」を図案化したもの                                                                         | 1959年11月22日 | 小平町章として制定され、市制施行後に継承される                                                    |
| 日野市     |      | 「日」を丸くし、炎を表したもの                                                                   | 1963年11月3日  |                                                                                                   |
| 東村山市   |      | 「ヒム」を鳩の型に図案化したもの                                                                 | 1964年4月1日   |                                                                                                   |
| 国分寺市   |      | 「コク」を図案化した内側に「分」を配したもの                                                     | 1958年12月5日  | 国分寺町章として制定され、市制施行後に継承される                                                  |
| 国立市     |      | ウメの花を基本にし、二重円の外側は「国」の構えを表し、内側は「立」と文教の「文」を表したもの     | 1967年9月30日  |                                                                                                   |
| 福生市     |      | 「ふ」を図案化したもの                                                                           | 1960年10月1日  | 福生町章として制定され、市制施行後に継承される                                                    |
| 狛江市     |      | 「こ」を図案化し、中央部は多摩川を表したもの                                                     | 1970年10月1日  |                                                                                                   |
| 東大和市   |      | 「大」の字が翼を形どり、「和」も盛り込んだもの                                                   | 1963年4月1日   | 大和町章として制定され、市制施行後に継承される                                                    |
| 清瀬市     |      | 「キ」を円く図案化したもの                                                                       | 1961年8月1日   | シンボルマークも別途制定されている 清瀬町章として制定され、市制施行後に継承される                 |
| 東久留米市 |      | 「ひ」を図案化したもの                                                                           | 1970年10月1日  |                                                                                                   |
| 武蔵村山市 |      | 「ム」をハトの姿に図案化したもの                                                                 | 1970年11月3日  |                                                                                                   |
| 多摩市     |      | 「多」をハトが羽ばたく姿に例えて表したもの                                                       | 1965年1月5日   | 多摩町章として制定され、市制施行後に継承される                                                    |
| 稲城市     |      | 「い」を円く図案化したもの                                                                       | 1967年10月14日 | 稲城町章として制定され、市制施行後に継承される                                                    |
| 羽村市     |      | 「羽」の字をもとに、堰の水と二本の虹を表したもの                                                 | 1956年10月1日  | 羽村町章として制定され、市制施行後に継承される                                                    |
| あきる野市 |      | 「A」と木の葉を図案化したもの                                                                    | 1996年11月1日  | 色は赤色・青色・緑色が指定されている                                                              |
| 西東京市   |      | 先進性・創造性を躍動感一杯に表現したもの                                                         | 2002年1月21日  | 色は緑色が指定されている                                                                          |

## 町村部

### 多摩地方
| 郡       | 町村     | 町村章 | 由来                                                                                               | 制定日        | 備考                         |
| -------- | -------- | ------ | -------------------------------------------------------------------------------------------------- | ------------- | ---------------------------- |
| 西多摩郡 | 瑞穂町   |        | 「み」を円形かつ飛ぶ鳥にして、図案化したもの                                                       | 1965年4月28日 |                              |
| 西多摩郡 | 日の出町 |        | 「ひ」を左右円形に図案化したもの                                                                   | 1974年6月1日  | 制定前は作成されていなかった |
| 西多摩郡 | 檜原村   |        | 全体は「ひ」を図案化し、その中で丸の部分は一体化を表しかつ上部の三角部分は鳥の羽根を図案化したもの | 1979年4月1日  | 制定前は作成されていなかった |
| 西多摩郡 | 奥多摩町 |        | 「奥」を図案化し、上部の三角は山を示しかつ中心の円は奥多摩湖を表したもの                           | 1960年4月1日  | 制定前は作成されていなかった |

### 島嶼部
| 支庁       | 町村     | 町村章 | 由来                                                           | 制定日         | 備考                                                                            |
| ---------- | -------- | ------ | -------------------------------------------------------------- | -------------- | ------------------------------------------------------------------------------- |
| 大島支庁   | 大島町   |        | 海岸線・三原山外輪・内輪山と三原山の噴煙を表したもの           | 1957年8月1日   | 制定前は作成されていなかった                                                    |
| 大島支庁   | 利島村   |        | 「と」を図案化したもの                                         | 1985年10月1日  | 制定前は作成されていなかった                                                    |
| 大島支庁   | 新島村   |        | 全体は白砂の島を表し、「新」を図案化したもの                   | 1978年1月11日  | 新島本村章として制定され、新島村改称後に継承される 制定前は作成されていなかった |
| 大島支庁   | 神津島村 |        | 「こ」を太平洋の黒潮と豊かな水の流れる如く図案化したもの       | 1978年1月11日  |                                                                                 |
| 三宅支庁   | 三宅村   |        | 三本の同心円弧の線は「三」を、中央の円は島そのものを表したもの | 1969年6月27日  | 制定前は作成されていなかった                                                    |
| 三宅支庁   | 御蔵島村 |        | 波に浮かぶ御蔵島の形を表したもの                               | 1994年4月1日   | 制定前は作成されていなかった 1994年6月17日に告示される                          |
| 八丈支庁   | 八丈町   |        | 「躍進八丈」を表し、「八丈」を鳥に図案化                       | 1957年10月13日 | 制定前は作成されていなかった                                                    |
| 八丈支庁   | 青ヶ島村 |        | 青ヶ島・三角は火山・宇宙構造を表したもの                       | 1974年6月28日  |                                                                                 |
| 小笠原支庁 | 小笠原村 |        | 「小」をハハジマメグロで表したもの                             | 1983年6月25日  | 制定前は作成されていなかった                                                    |

## 廃止された市町村章
| 市郡     | 町村     | 市町村章 | 由来 | 制定日         | 廃止日        | 備考 |
| -------- | -------- | -------- | --- | -------------- | ------------- | --- |
| 東京市   |          |          | 太陽から6本の光を表している                                                                                      | 1889年12月24日 | 1943年6月30日 | 東京都制に伴い、1943年11月2日からは東京都章となる |
| 南多摩郡 | 町田町   |          | 梅の花の中に「田」を表し、即ち、花弁の「丁」であり、「町田」となったもの                                         | 1954年4月1日   | 1958年2月1日  | 旧制町田町時の1939年4月1日に制定され、新町制施行後に継承される 原型は当時の町田町立町田小学校（町田市立町田第一小学校）の帽章である 制定当時は町田町議員の議員バッジ（金色同型）として使用され、次いで職員バッジ（銀色同型）として使用された |
| 秋川市   |          |          | 「ア」と三本の線を表している                                                                                     | 1964年11月3日  | 1992年4月1日  | 秋多町章として制定され、市制施行後に継承された 1964年11月6日に告示された 初代の市章である 制定前は作成されていなかった |
| 秋川市   |          |          | 「ア」を図案化したもの                                                                                           | 1992年4月1日   | 1995年9月1日  | 色は青色と緑色が指定されている 2代目の市章である |
| 西多摩郡 | 五日市町 |          | 「五」を円形に象徴したもの                                                                                       | 1965年4月1日   | 1995年9月1日  | 制定前は作成されていなかった |
| 田無市   |          |          | 「田」を基かつ図案化にし、突き抜けるように形どった八つの線で、近代的な都市計画によって整備された道路を表している | 1967年1月1日   | 2001年1月21日 | 1966年12月23日に田無町章として制定され、市制施行後に継承された |
| 保谷市   |          |          | 「保谷市」（真ん中は「保」・外輪は「ウ」・内輪は「ヤ」を表している）を図案化したもの                             | 1967年3月1日   | 2001年1月21日 | |

### 書籍
- 小学館辞典編集部 編『図典 日本の市町村章』（初版第1刷）小学館、2007年1月10日。ISBN 4095263113。
- 近藤春夫『都市の紋章 : 一名・自治体の徽章』行水社、1915年。NDLJP:955061
- 中川幸也『シリーズ人間とシンボル第2号「都市の旗と紋章」』中川ケミカル、1987年10月11日。
- 丹羽基二『日本の市章 （東日本）』保育社、1984年4月5日。
- 望月政治『都章道章府章県章市章のすべて』日本出版貿易株式会社、1973年7月7日。
- NHK情報ネットワーク『NHKふるさとデータブック3 [関東]』日本放送協会、1992年4月1日。
- 国際図書『事典　シンボルと公式制度』国民文化協会、1968年。

### 都道府県書籍
- 東京都『東京都町村合併誌』東京都、1957年3月30日。
- 角川日本地名大辞典」編纂委員会『角川日本地名大辞典 東京都』角川書店、1978年10月。

### 自治体冊子
- 秋川市役所『わが街 秋川 市制5周年記念秋川市勢要覧』秋川市、1977年3月。
- 秋川市秘書広報課『秋川市制20周年記念市勢要覧 1992』秋川市、1992年3月。
- 株式会社ぎょうせい『五日市 風の催事記』五日市町役場企画造成課、1995年3月。
- 秋川市役所『秋川市例規集』東京都秋川市。
- 秋多町役場『秋多町例規集』東京都西多摩郡秋多町。
- 五日市役場『五日市町例規集』東京都西多摩郡五日市町。
- 田無市役所『田無市例規集』東京都田無市。
- 保谷市役所『保谷市例規集』東京都保谷市。
- 大島町役場『大島町例規集』東京都大島町。
- 利島村役場『利島村例規集』東京都利島村。
- 御蔵島役場『御蔵島村例規集』東京都御蔵島村。